# Cigerxwîn

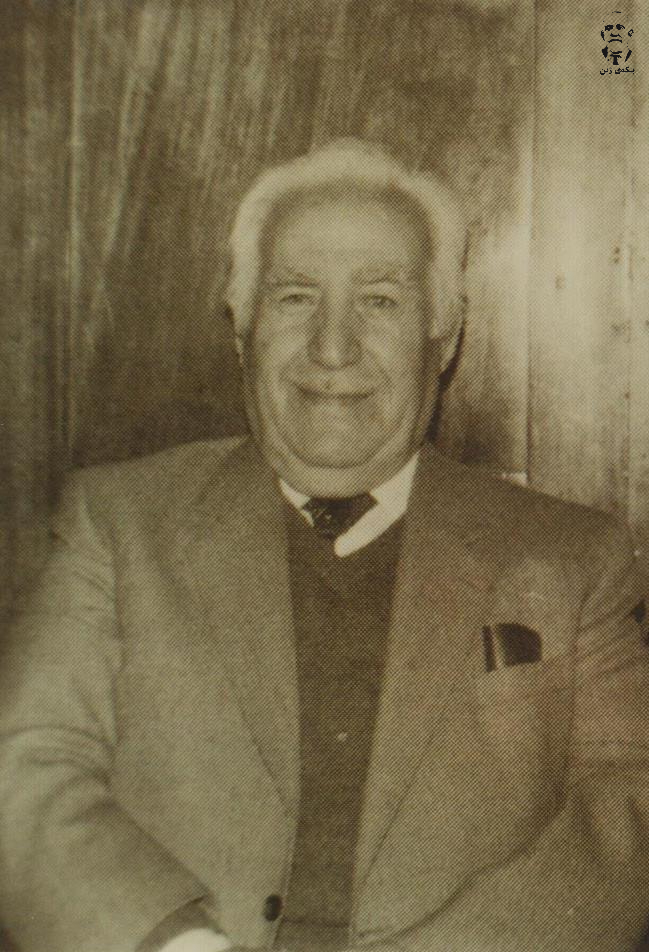
cigerxwin

Cigerxwîn, pseudonym för Sheikhmous Hasan, född 1903 i Hasar, död 22 oktober 1984 i Stockholm, var en kurdisk-svensk författare.
Cigerxwîn föddes i en kurdisk by som heter Hasar som ligger i Turkiet, i det dåvarande Osmanska rikets koloni Kurdîstan, idag i det så kallade sydöstra Turkiet. Hans exakta födelsedatum är okänt. Då första världskriget bröt ut 1914 flydde hans familj till Amude nära staden al-Qāmišlī i dagens nordöstra Syrien. Han lärde sig läsa vid 18 års ålder. Han studerade teologi och blev imam 1921. 1946 flyttade han till al-Qāmišlī och blev politiskt aktiv. Samma år blev han aktiv i "Civata Azadî û Yekîtiya Kurd", en kurdisk nationalistisk rörelse. 
1948 gick han med i Syriens kommunistiska parti och blev partiets kandidat för 1954 års parlamentsval. 1957 lämnade han kommunistpartiet för att skapa organisationen "Azadî" (frihet). Efter en period förenades partiet med Syriens kurdiska demokratiska parti.
De syriska myndigheterna tillät inte honom att publicera texter skrivna på kurdiska, och han har sagt att "Den syriska myndigheten fängslar mina händer och låter de inte skriva.. att dö hungrig i frihet är bättre än att dö mätt och fängslad".
Cigerxwîn arresterades och fängslades i Damaskus 1963 och bannlystes så småningom till staden Siweyda. 1969 flyttade han till irakiska Kurdistan, där han var inblandad i ett kurdiskt uppror som leddes av Mustafa Barzani. 1973 reste han till Libanon, där han publicerade sin främsta poesisamling Kîme Ez? (Vem är jag?). 1976 återvände han till Syrien, men tre år senare flydde han från förtrycket till Sverige. Flera av hans verk publicerades i Sverige.
Cigerxwîn dog i Stockholm vid 80 eller 81 års ålder. Hans kropp begravdes vid hans hus i al-Qāmišlī. Ett av hans barnbarn är Sliva Cigerxwin som är KRG:s rådgivare (Kurdistans regionala regering) och har varit sommarpratare i Sveriges Radio P1.

### Diktsamlingar
- Första samlingen dikter, Dîwana yekem: Prîsk û Pêtî, 1945 Damaskus.
- Andra samlingen dikter, Dîwana diwem: Sewra Azadî, 1954 Damaskus.
- Tredje samlingen dikter, Dîwana siyem: Kîme Ez?, 1973 Beirut.
- Fjärde samlingen dikter, Dîwana çarem: Ronak,  Roja Nû Publishers, 1980 Stockholm.
- Femte samlingen dikter, Dîwana pêncem: Zend-Avista, Roja Nû Publishers, 1981 Stockholm.
- Sjätte samlingen dikter, Dîwana şeşem: Şefeq, Roja Nû Publishers, 1982 Stockholm.
- Sjunde samlingen dikter, Dîwana heftem: Hêvî, Roja Nû Publishers, 1983 Stockholm.
- Åttonde samlingen dikter, Dîwana heştem: Aştî, Kurdistan Publishers, 1985 Stockholm.

### Språk och kultur
- Destûra Zimanê kurdî (Kurdisk grammatik), 1961 Bagdad.
- Ferheng, perçê yekem (Kurdisk ordbok, del ett), 1962 Bagdad.
- Ferheng, perçê diwem (Kurdisk ordbok, del två), 1962 Bagdad.

### Historia
- Tarîxa Kurdistan (Kurdistans historia), tre volymer, 1985, 1987 Stockholm.